# Stephanie Fraser
 (août 2021).
Pour les articles homonymes, voir Fraser.
Stephanie Mary Fraser, baronne Fraser de Craigmaddie est une femme politique britannique.

## Biographie
Elle est la directrice générale de Cerebral Palsy Scotland. En décembre 2020, elle reçoit une pairie à vie,,,. Elle prononce son premier discours le 13 mai 2021.